# 戦時緊急措置法
戦時緊急措置法（せんじきんきゅうそちほう、旧字体：戰時緊急󠄁措置法、昭和20年6月22日法律第38号）は、本土決戦に備えた政府に広範な命令権を含む委任立法権に関する法律である。
太平洋戦争末期の1945年6月22日に公布された。公布当日に植民地を含めた全域で施行された。

## 概要
本来、こうした案件は大日本帝国憲法第31条の非常大権の対象となり得る事態であったが、明治以来非常大権の具体的な内容については憲法学者の間でも一致した見解をみなかった。非常大権を用いた後に日本が敗戦に追い込まれた場合、昭和天皇の戦争責任が問われる危険性があったために法律の形で制定して帝国議会にもその責任を負わせようとしたものと言われている。
「軍需生産の維持および増強」「食糧その他生活必需物資の確保」「運輸通信の維持および増強」「防衛の強化および秩序の維持」「税制の適正化」「戦災の善後措置」「その他戦力の集中発揮に必要な事項で勅令に指定するもの」に関して政府が臨機応変に命令・処分ができるというもので、この法による命令は既存の全ての法律の規定に優先されるとされ、事実上政府が帝国議会に代わって立法権の掌握を可能とするものであった。
1945年6月の第87議会で提案されたものの、議会側は事実上の全権委任法であるとして強く反発、2回の会期延長を経て衆議院議員・貴族院議員から各12名、計24名の戦時緊急措置委員会の諮問を必要とすることで政府側が譲歩した。政府はこの法令を根拠に7月以後に臨時の土地収用及び増税、事実上の強制労働を課することなどを意図して5つの勅令が承認を受けた。
だが、8月15日に日本は降伏したために、国家総動員法及戦時緊急措置法廃止法律（昭和20年12月20日法律第44号）により1946年（昭和21年）4月1日に廃止された（施行期日は、昭和二十年法律第四十四号国家総動員法及戦時緊急措置法廃止法律施行期日ノ件（昭和21年3月30日勅令第181号）による）。